# Bailleul-Neuville

Bailleul-Neuville este o comună în departamentul Seine-Maritime, Franța. În 1 ianuarie 2022 avea o populație de 221 de locuitori.